# Saint-Martin-en-Bresse
Saint-Martin-en-Bresse este o comună în departamentul Saône-et-Loire, Franța. În 2009 avea o populație de 1.845 de locuitori.

## Evoluția populației
| An        | 1975  | 1982  | 1990  | 1999  | 2006  | 2009  |
| --------- | ----- | ----- | ----- | ----- | ----- | ----- |
| Populație | 1.089 | 1.284 | 1.603 | 1.639 | 1.826 | 1.845 |